# Essai au brouillard salin

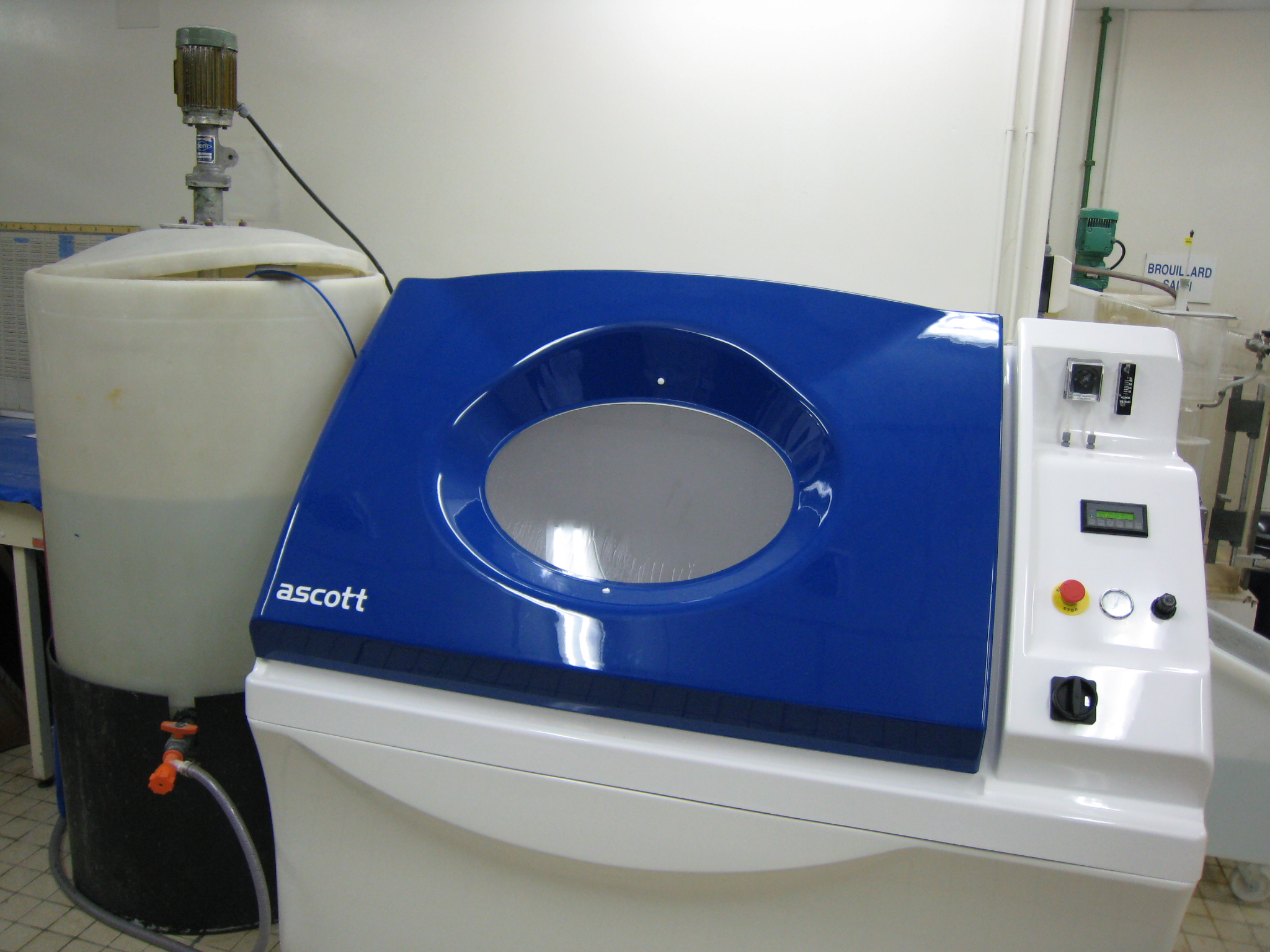
Chambre pour essai au brouillard salin

L'essai au brouillard salin, aussi nommé test brouillard salin, est une évaluation standardisée de la résistance à la corrosion de matériaux métalliques, que ce soit avec ou sans revêtement, temporaire ou permanent, de protection contre la corrosion.
La conduite de ces essais est décrite par différentes normes (ASTM B117, DIN 50021, EN ISO 9227). Dans tous les cas, les pièces à évaluer sont disposées dans une chambre d'essai dans laquelle une solution salée est vaporisée à une certaine température. L'essai peut être réalisé de façon continue de six à plus de mille heures. Les matériaux les plus résistants à la corrosion peuvent être soumis à des essais plus longs.
L'essai au brouillard salin donnera des résultats différents d'une corrosion dans des conditions normales. La corrosion est en effet un phénomène complexe. Cependant, l'essai au brouillard salin est une méthode de contrôle qualité des revêtements largement répandue dans l'industrie.

## Principe
Dans la chambre d'essai, la vaporisation d'une solution salée produit une atmosphère propice à la corrosion qui attaque la pièce testée. Dans ces conditions, le phénomène de corrosion est accéléré et les revêtements perdent leurs propriétés de protection. La durée du test dépendra de la qualité du revêtement.
En fixant les paramètres de concentration de la solution salée, de température, de pression et de pH, les résultats sont reproductibles.

## Types d'essais
On distingue, en fonction de la solution utilisée :
- essai au brouillard salin neutre avec l'utilisation d'une solution de chlorure de sodium (NaCl) au pH neutre : test NSS (Neutral Salt Spray) ;
- essai au brouillard salin acétique avec l'ajout d'acide acétique à la solution saline : test ASS (Acetic Acid Salt Spray) ;
- essai accéléré au brouillard salin cupro-acétique avec l'ajout de chlorure de cuivre(II) à la solution saline : test CASS (Copper Accelerated Salt Spray test).

Les essais ASS et CASS sont particulièrement adaptés aux revêtements décoratifs galvaniques comme les revêtements Cu-Ni-Cr ou Ni-Cr, mais également pour les revêtements anodiques de l'aluminium.

## Équipement
La chambre d'essai a un volume minimal de quatre cents litres qui sera adapté à la taille des pièces à tester. Le bâti et l'intérieur de la chambre seront en matière inerte à la corrosion afin d'éviter toute réaction de corrosion entre les échantillons à tester et la chambre. Selon sa taille, la chambre sera équipée d'une ou plusieurs buses permettant d'asperger la solution.
La pression d'air sera ajustable afin de permettre une bonne répartition du brouillard au moment de l'aspersion. Par ailleurs, l'équipement aura un réservoir contenant la solution à asperger. Un système de chauffage assurera le contrôle en température de la chambre le temps de l'essai.
Une chambre utilisée pour des essais ASS ou CASS est difficile à nettoyer. Pour cette raison, une chambre pour des essais NSS sera dédiée à de tels essais.

## Conduite du test
Les pièces posées sur un bâti ou suspendues seront réparties de telle sorte qu'il n'y ait pas de condensation sur les pièces inférieures et sans contact entre elles. Les surfaces planes seront inclinées d'un angle d'environ 20° par rapport à la verticale.
Lors d'un essai au brouillard salin avec une solution de NaCl selon la norme DIN 50021, les paramètres sont fixés de la façon suivante :
| Paramètre                                 | Valeur           |
| ----------------------------------------- | ---------------- |
| pH                                        | de 6,5 à 7,2     |
| Concentration en NaCl de la solution      | 50 ± 5 g/l       |
| Température intérieure de la chambre      | 35 °C ± 2 °C     |
| Pression atmosphérique                    | de 0,7 à 1,4 bar |
| Débit de solution recueillie (condensats) | de 1 à 2 ml/h    |

Les normes ASTM B117, ISO 9227, NF A05 109 et celles appliquées dans l'industrie automobile fixent ces paramètres différemment, mais avec des valeurs similaires. Afin de garantir la bonne tenue des tolérances définies, il est nécessaire de consigner l'essai.

## Normes
Les normes internationales telles que ASTM B117 ou EN ISO 9227 définissent la marche à suivre pour les essais sans décrire de méthode d'évaluation des surfaces corrodées ni indiquer de durée du test. L'évaluation des produits corrodés devra donc être fixée entre les protagonistes.
Pour les produits peints, la norme ISO4628-3 décrit les niveaux de rouille en six catégories de Ri0 (aucune trace de rouille) à Ri5 (4 à 50 % de la surface rouillée). Le niveau Ri1 (0,05 %) après un test brouillard salin est un maximum souvent adopté.
La norme IEC 60068-2-11 décrit aussi un test au brouillard salin. Elle fait partie d'une série de normes concernant les conditions d'environnement. 
Dans l'industrie automobile, des normes définissent des critères d'évaluation de la qualité des surfaces. Un acier protégé présentera de la rouille rouge (oxyde de fer) dès que le revêtement n'offrira plus la protection suffisante. Une couche de zinc présentera de l'oxydation blanche (oxyde de zinc) après quelques heures seulement dans la chambre. La corrosion se révélera sous forme de points blancs qui, à terme, se transformeront en points rouges, signe de la corrosion de l'acier. Afin de renforcer les propriétés protectrices du zinc et augmenter la durée avant apparition de la rouille blanche, on peut avoir recours à une passivation, une chromatation, une peinture en poudre, etc.
Un revêtement protecteur devra offrir une durée minimale sans corrosion.